# Bogdan Tomenčuk
Bogdan Tomenčuk (ukr. Богдан Петрович Томенчук, rođ. 3. rujna 1950.), ukrajinski povjesničar i arheolog. Autor novog koncepta utemeljenja i razvoja antičkog Galiča.

## Životopis
Rođen je u gradu Kolomiji. Od 1971. do 1976. studirao je na Sveučilištu Černivci na Povijesnom fakultetu. Doktorsku disertaciju iz arheologije obranio je na Institutu za arheologiju Nacionalne akademije znanosti Ukrajine. Tema: Nekropole Galiča i Galicijske zemlje (Galičko-bukovinsko karpatsko područje).
Bogdan Tomenčuk dokazao je sljedeće: »Drevni Galič nalazio se na raskrižju nekoliko transeuropskih i transeuroazijskih trgovačkih i migracijskih ruta.«
Bogdan Tomenčuk surađuje s obrazovnim institucijama u Hrvatskoj.